# 沃氏擬鮗
沃氏擬鮗（Pseudoplesiops wassi），為鱸形目鱸亞目擬雀鯛科的其中一種，分布於太平洋區，從密克羅尼西亞至薩摩亞群島海域，深度1-60公尺，體色多變，從淡黃色至紅色，背鰭硬棘1枚，背鰭軟條27-29枚，臀鰭硬棘2枚，臀鰭軟條16-18枚，體長可達2.9公分，為熱帶海水魚，棲息在珊瑚礁或岩礁區，生活習性不明。

## 擴展閱讀
維基物種上的相關：沃氏擬鮗